# Clorito O2-liasi
La clorito O2-liasi è un enzima appartenente alla classe delle ossidoreduttasi, che catalizza la seguente reazione:
cloruro + O2 ⇄ clorito
La reazione avviene nella direzione opposta nei batteri che riducono clorato e perclorato. Non c'è attività quando il clorato è rimpiazzato dal perossido di idrogeno, perclorato, clorato o nitrito. Il termine clorito dismutasi non è corretto, perché la reazione non coinvolge dismutazione. L'enzima contiene ferro ed il protoeme IX.